# Misje dyplomatyczne Hondurasu

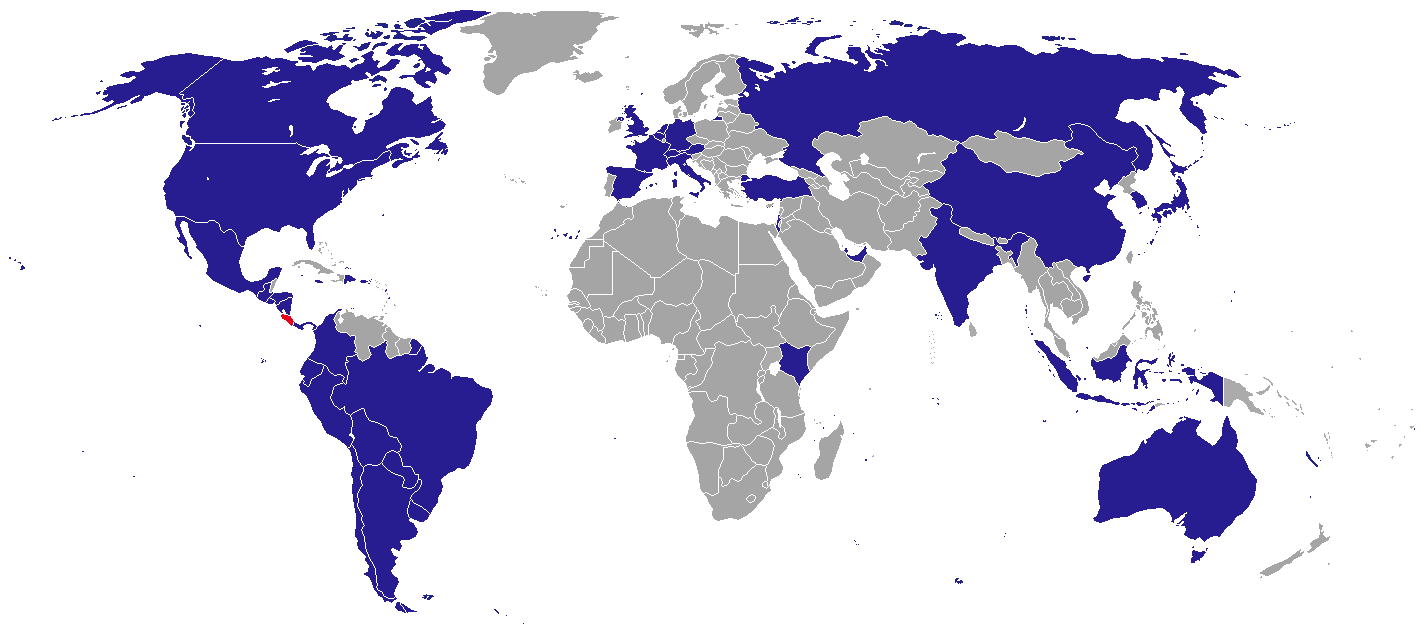
Kraje, w których Republika Hondurasu ma swoje przedstawicielstwa dyplomatyczne

Misje dyplomatyczne Hondurasu – przedstawicielstwa dyplomatyczne Republiki Hondurasu przy innych państwach i organizacjach międzynarodowych. Poniższa lista zawiera wykaz obecnych ambasad i konsulatów zawodowych. Nie uwzględniono konsulatów honorowych.

## Europa

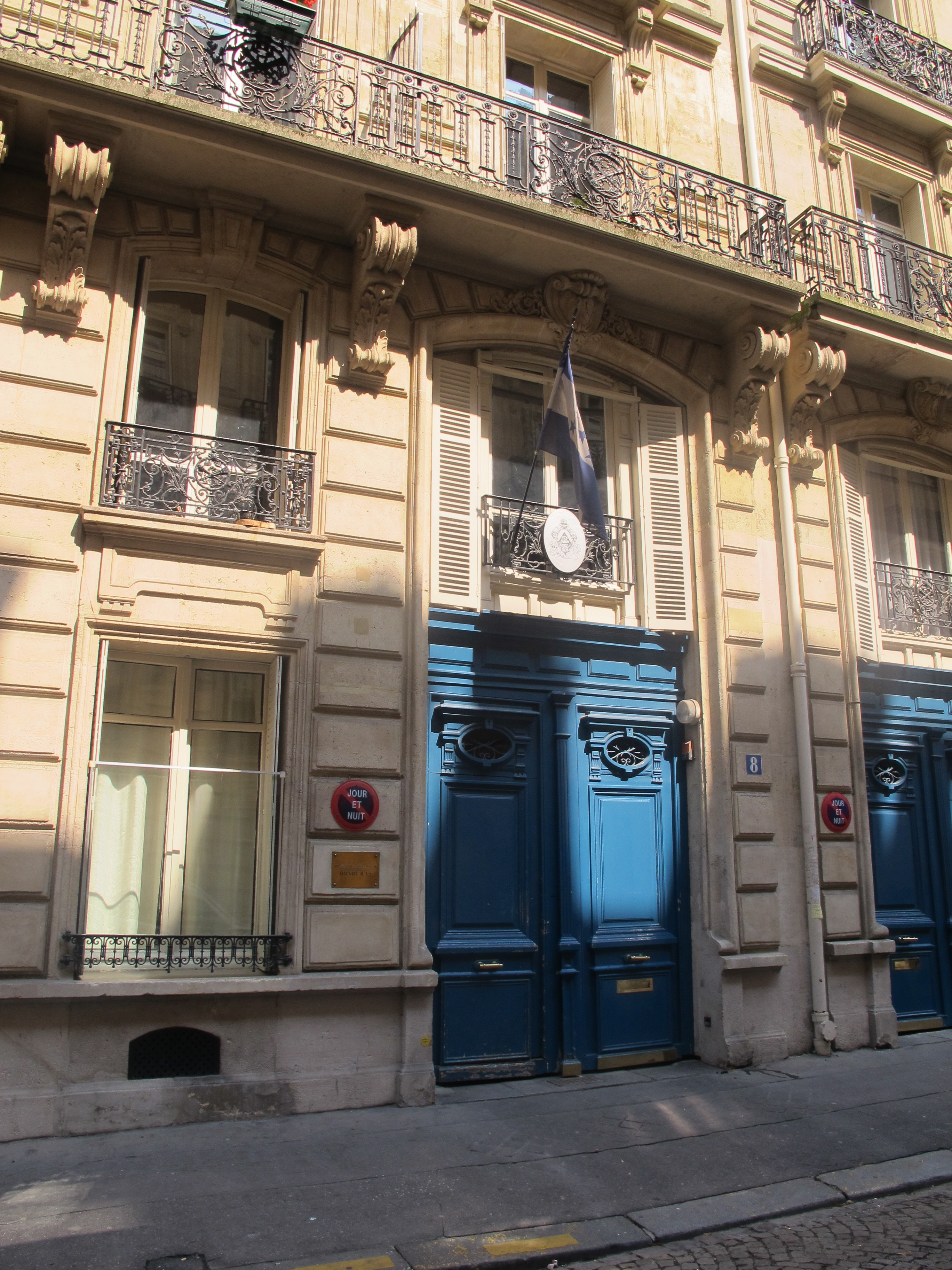
Ambasada Hondurasu w Paryżu

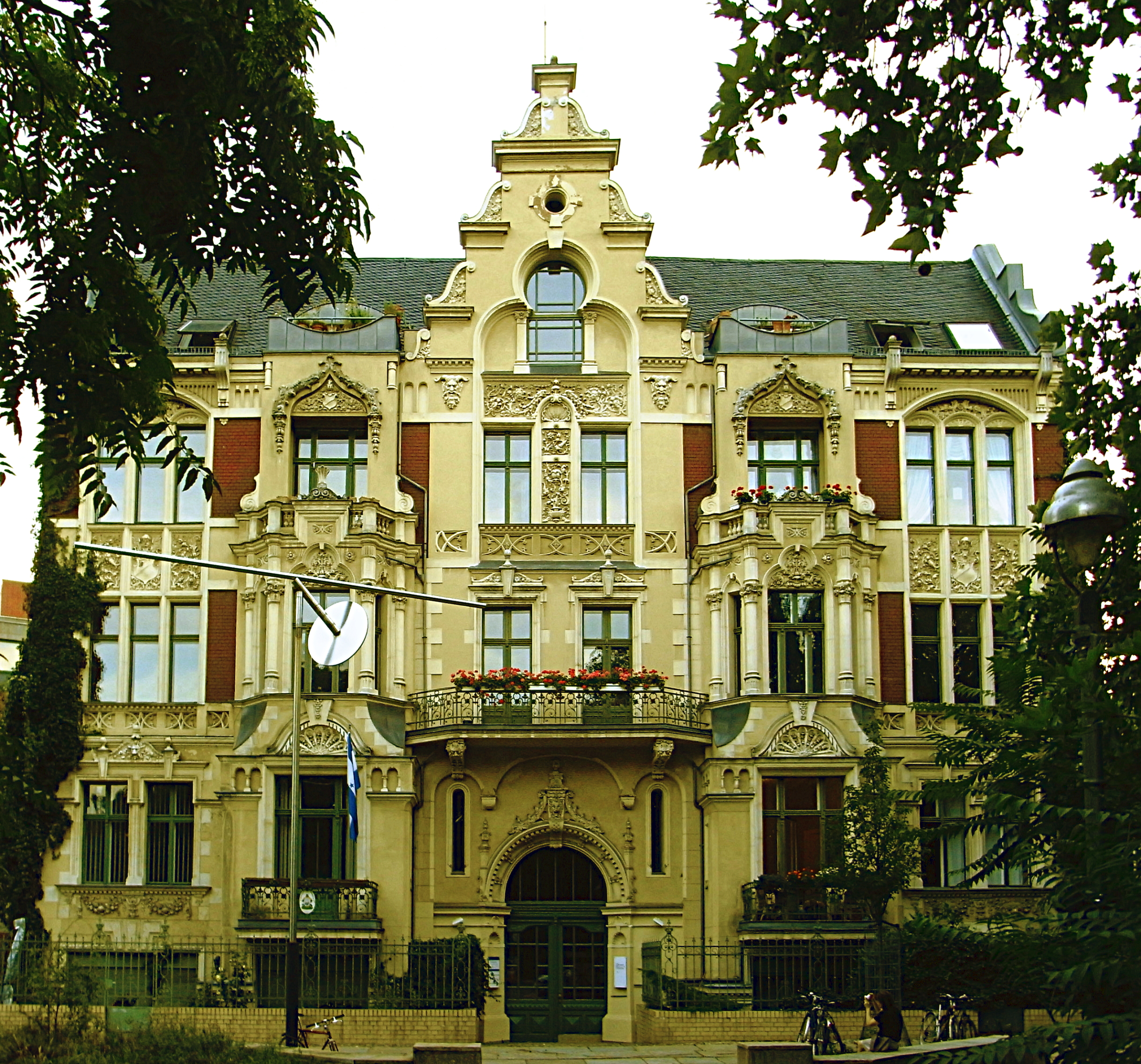
Ambasada Hondurasu w Berlinie

- Belgia
  - Bruksela (ambasada)
- Francja
  - Paryż (ambasada)
- Hiszpania
  - Madryt (ambasada)
  - Barcelona (konsulat)
- Niemcy
  - Berlin (ambasada)
- Rosja
  - Moskwa (ambasada)
- Stolica Apostolska
  - Rzym (ambasada)
- Wielka Brytania
  - Londyn (ambasada)
- Włochy
  - Rzym (ambasada)

## Ameryka Północna, Środkowa i Karaiby
- Belize
  - Belize City (ambasada)
- Dominikana
  - Santo Domingo (ambasada)
- Gwatemala
  - Gwatemala (ambasada)
- Kanada
  - Ottawa (ambasada)
  - Montreal (konsulat)
- Kostaryka
  - San José (ambasada)
- Kuba
  - Hawana (ambasada)
- Meksyk
  - Meksyk (ambasada)
  - Veracruz (konsulat generalny)
  - San Luis Potosi (konsulat)
  - Tapachula (konsulat)
  - Acayucan (agencja konsularna)
  - Saltillo (agencja konsularna)
  - Tenosique de Pino Suárez (agencja konsularna)
- Nikaragua
  - Managua (ambasada)
- Panama
  - Panama (ambasada)
- Salwador
  - San Salvador (ambasada)
- Stany Zjednoczone
  - Waszyngton (ambasada)
  - Chicago (konsulat generalny)
  - Houston (konsulat generalny)
  - Los Angeles (konsulat generalny)
  - Miami (konsulat generalny)
  - Nowy Jork (konsulat generalny)
  - Nowy Orlean (konsulat generalny)
  - Atlanta (konsulat)
  - Dallas (konsulat)
  - San Francisco (konsulat)
  - McAllen (filia konsulatu w Dallas)

## Ameryka Południowa

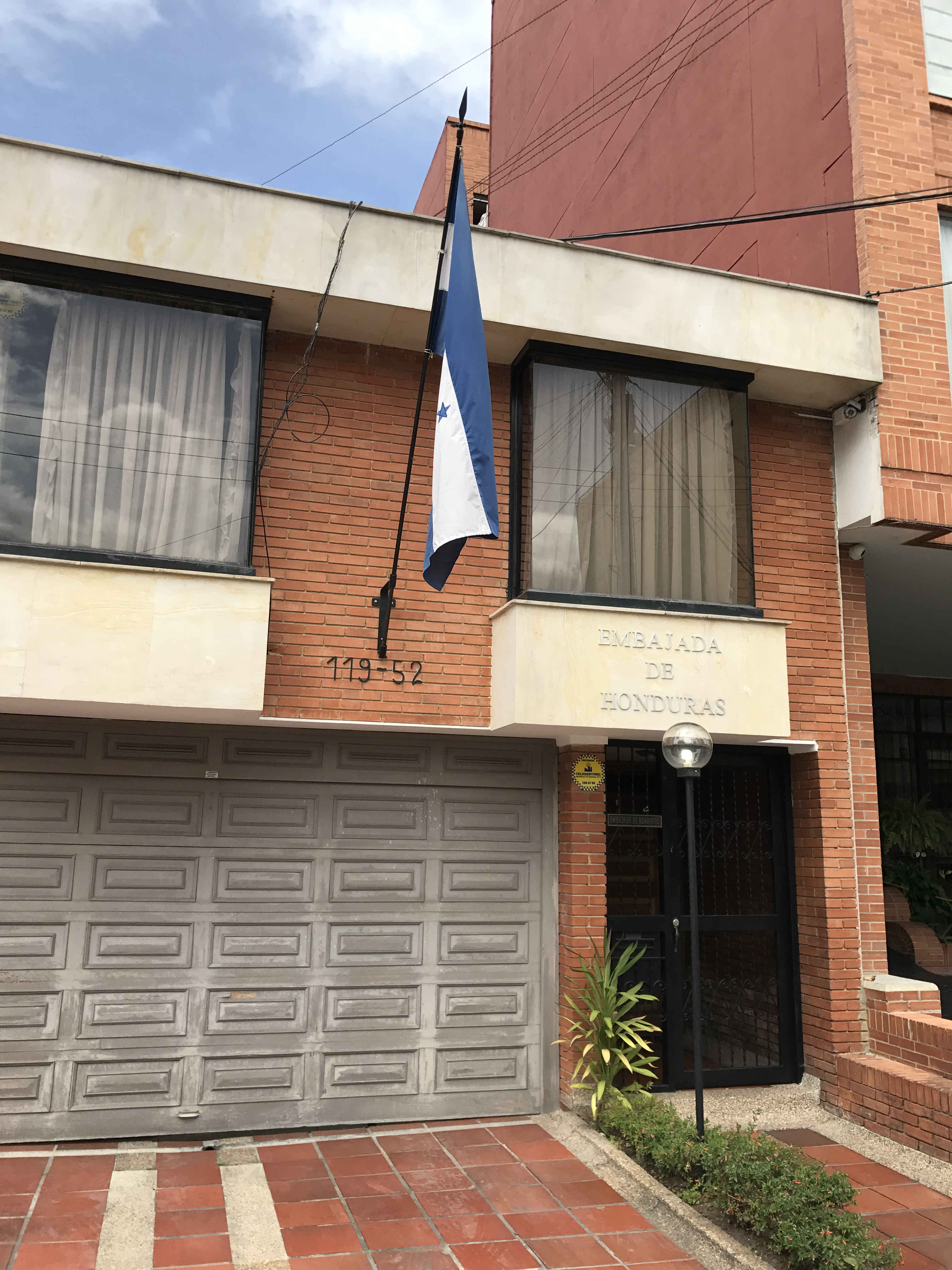
Ambasada Hondurasu w Bogocie

- Argentyna
  - Buenos Aires (ambasada)
- Brazylia
  - Brasília (ambasada)
- Chile
  - Santiago (ambasada)
- Ekwador
  - Quito (ambasada)
- Kolumbia
  - Bogota (ambasada)
- Peru
  - Lima (ambasada)
- Wenezuela
  - Caracas (ambasada)

## Azja
- Republika Chińska
  - Tajpej (ambasada)
- Izrael
  - Tel Awiw-Jafa (ambasada)
- Japonia
  - Tokio (ambasada)
- Kuwejt
  - Kuwejt (ambasada)
- Korea Południowa
  - Seul (ambasada)

## Organizacje międzynarodowe
- Nowy Jork - Stałe Przedstawicielstwo przy Organizacji Narodów Zjednoczonych
- Genewa - Stałe Przedstawicielstwo przy Biurze Narodów Zjednoczonych i innych organizacjach
- Paryż - Stałe Przedstawicielstwo przy UNESCO
- Waszyngton - Stałe Przedstawicielstwo przy Organizacji Państw Amerykańskich